# Костін Михайло Ігорович (футболіст)
Михайло Ігорович Костін (нар. 10 березня 1985, Ворошиловград, УРСР) — російський футболіст українського походження, півзахисник.

## Життєпис
З шести років займався в СДЮШОР «Зоря» (Луганськ), перший тренер — Олександр Ткаченко. На турнірі в Севастополі Костіна помітили селекціонери московського «Спартака», куди він перейшов через півроку у 16-річному віці. У 2001-2002 роках за молодіжну команду в першості КФК провів 31 матч, відзначився двома голи. У 2003 році підписав 5-річний контракт, зіграв 6 матчів у турнірі дублерів. У 2004 році на правах оренди перейшов у клуб другого дивізіону «Динамо» (Ставрополь), який почав тренувати Сергій Юран, з яким Костін працював у дублі «Спартака». Вийшов з командою в перший дивізіон, але у клубу виникли фінансові проблеми. Юран пішов з «Динамо», а Костін повернувся в «Спартак».
2005 рік відіграв в оренді в першому дивізіоні в «Спартаку» (Челябінськ), який очолював інший тренер спартаківського дубля — Геннадій Морозов. 2006 року розпочав в оренді в клубі чемпіонату Латвії «Діттон» (Даугавпілс), який тренував Юран. Другу половину сезону провів у курському «Авангарді». У 2007 році за орендною угодою перейшов в ярославський «Шинник» до Юрану, але перед початком сезону отримав серйозну травму й пропустив всю першість, за підсумками якого команди вийшла у вищий дивізіон.
Потім грав під керівництвом Софербея Єшугова в «Металурзі» Липецьк (2008-2009) і «Динамо» Брянськ (2010-2011). Після того, як у «Динамо» прийшов Валерій Петраков, він почав замість Костіна поставити свого сина. Клуб незабаром збанкрутував, і другу половину 2012 року Костін провів у чемпіонаті Білорусії в «Білшині» (Бобруйськ). Кінцівку сезону 2012/13 років провів у липецкому «Металурзі». У перших двох своїх матчах відзначився двома голами з пенальті, принісши дві перемоги. У четвертому матчі вилучений і заробив 4-матчеву дискваліфікацію. У своєму наступному матчі отримав травму в кінцівці першого тайму й більше на поле не виходив. У червні 2013 року побував на перегляді в астраханському «Волгарі», але більше на професіональному рівні не виступав.
З 2013 року — гравець ЛФЛ 8х8.